# Iglesia de Nuestra Señora del Pilar (La Valeta)
La iglesia de Nuestra Señora del Pilar es una iglesia del siglo XVII, situada en La Valeta, Malta. La iglesia fue construida como la iglesia de los caballeros aragoneses y diseñada según los planos del arquitecto Romano Carapecchia. La iglesia está listada en el Inventario Nacional de la Propiedad Cultural de las Islas maltesas.

## Orígenes
La iglesia fue construida en el año 1670, como la Iglesia de los caballeros aragoneses, situada cerca del Albergue de Aragón. La piedra angular de la iglesia fue puesta por el Gran maestro Nicolás Cotoner y de Oleza y su construcción estuvo financiada principalmente por el Balì de Mallorca Raimundo de Soler y por Felice Inniges de Ayerba, Bali de Caspe'. Este último fue enterrado en la misma iglesia delante del altar mayor. La iglesia sufrió daños durante el terremoto de 1693, por lo que necesitó ser remodelada siguiendo los planos de Romano Carapecchia. La remodelación de la iglesia se completó en 1718,  y fue financiada por el Gran maestro Raimundo Rabasa de Perellós y Roccaful.

## Arquitectura
La fachada barroca de la iglesia es estrecha debido a la anchura limitada de la parcela, y está dividida en dos plantas, con dos estructuras de estilo mixto superpuestas entre sí. La parte central de la fachada está diseñada en tres tramos sobresaliendo ligeramente hacia el exterior.
La composición resultante parece mucho más grande de lo que es realmente. La parte inferior de la iglesia, está apoyada sobre una base de nivelación debido a la pendiente de la calle, la puerta está flanqueada por dos columnas y rematada por un frontón de pequeño tamaño. Hay dos nichos huecos y pilastras dobles en los laterales. Lo mismo se aprecia en la parte superior de la fachada, pero en lugar de la puerta hay un ventanal, las pilastras son un poco más esbeltas y el frontón es más aplanado. Sobre la fachada, un frontón triangular domina todo el ancho de la misma. 
En el momento de su construcción, el diseño de la fachada se consideraba moderno para la época, haciendo que otros arquitectos malteses lo incorporaran lentamente en sus diseños. La iglesia no tiene campanario.
La iglesia es una de las más elegantes y bellamente decoradas de La Valeta. Romano Carapecchia diseñó el interior con una nave cuadrada en la entrada y una bóveda de cañón con ventanas laterales, cuya nave se abre más a un espacio central octogonal con una cúpula alta encima, estrechándose en un presbiterio rectangular que se convierte en un ábside semicircular con un altar. Detrás hay una sacristía y un corredor que conduce a ella por la fachada lateral desde la puerta de la izquierda de la fachada. Una simple cúpula sobre un tambor alto descansa sobre un octógono, no siendo visible desde el exterior, debido a que la estrechez de la calle frente a la iglesia lo hace imposible.
El interior está adornado con exquisitas tallas, dónde destaca un elegante retablo de Stefano Erardi, uno de los principales artistas de Malta de finales del siglo XVII. El retablo representa a la Santísima Virgen María apareciendose al Apóstol Santiago el Mayor mientras oraba a orillas del río Ebro en Zaragoza. Conocida popularmente como Nuestra Señora del Pilar, esta tradición española goza de una extendida y arraigada devoción en el mundo hispánico y constituye la principal manifestación religiosa y cultural anual de la capital aragonesa, Zaragoza.
A cada lado del retablo hay un pedestal con un par de columnas de estilo compuesto que tienen grupos de ángeles en la parte inferior y estatuas de San Pedro,  San Juan el Bautista y  Santiago el Mayor. El entablamento en la parte superior de las columnas está lleno de tallas. A los lados hay dos frontones, y sobre el ábside una caracola llena de ángeles y tallas florales. A los lados del coro sacerdotal, hay dos puertas, y en los huecos laterales bajo la cúpula, hay dos altares laterales levantados en 1915 y 1920 por el entonces rector de la iglesia, Mons. Luigi Farrugi, respectivamente con el Sagrado Corazón de Jesús y San José. En medio del suelo del presbiterio, bajo el altar posconciliar, hay una lápida de mármol que cubre el lugar de descanso de uno de los fundadores de la iglesia, Felice Inniges de Ayerba, fallecido en 1690.

## Historia
Tras la salida de la Orden de San Juan de Malta en 1798, esta iglesia siguió sirviendo a las necesidades espirituales de la población. En 1866, Mons. Francesco Spiteri Agius instituyó en esta iglesia el Istituto Catechistico para la enseñanza de la doctrina cristiana a las niñas. Finalmente, la Iglesia de Nuestra Señora del Pilar se puso por primera vez a disposición de las monjas franciscanas que solían dirigir una pequeña escuela. 
El Proyecto de Rehabilitación de La Valeta llevó a cabo un extenso programa de restauración entre 1989 y 1991.

## Restauración
La iglesia fue restaurada entre 1989 y 1991. Fue incluida en el Patrimonio de Malta en 2007.